# Sciurus gilvigularis
Sciurus gilvigularis е вид бозайник от семейство Катерицови (Sciuridae).

## Разпространение
Видът е разпространен в Бразилия, Венецуела и Гвиана.